# Liolaemus lavillai
Liolaemus lavillai är en ödleart som beskrevs av  Fernando Abdala och LOBO 2006. Liolaemus lavillai ingår i släktet Liolaemus och familjen Tropiduridae. Inga underarter finns listade i Catalogue of Life.